# قط سفانا

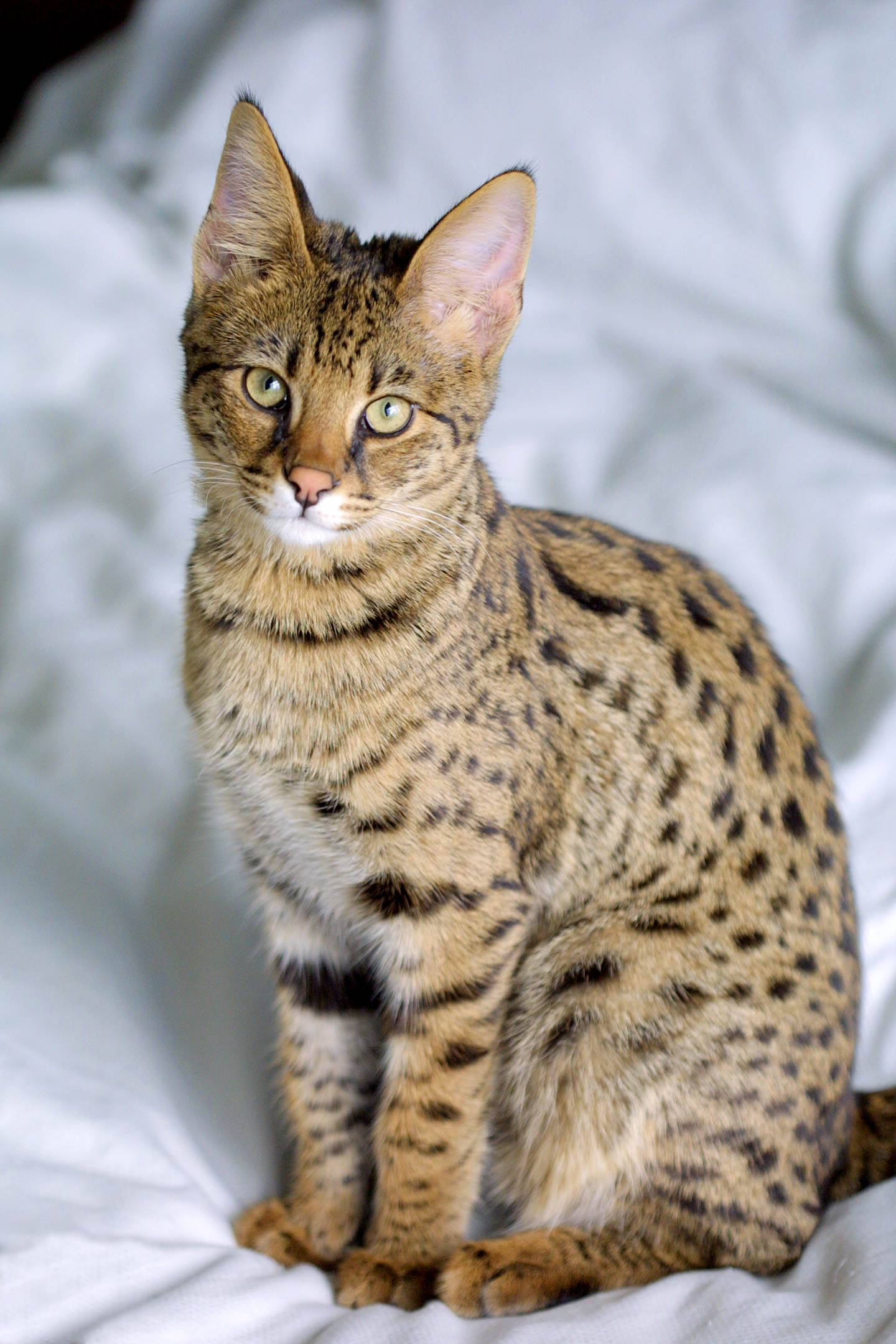

قط سفانا (بالإنجليزية: Savannah cat)‏، هي سلالة قطط هُجّنت بين البج «Serval» والقطط المنزلية.

## وصف
قطط السفانا (الاسم العلمي: Hybrids of Leptailurus serval, Felis catus) هي سلالة جديدة بدأت في الثمانينيات من القرن العشرين، تحديداً عام 1986 الذي وُلدَت فيه أول قطة سفانا، وسُميت بهذا الاسم نسبةً لموطن والدها.
تمتاز قطط السفانا بأجسامها الطويلة والنحيلة، والتي يصل طولها حوالي 40 سم، وآذانها الكبيرة. دائماً حجم الذكور منها أكبر من الإناث. ألوانها الشائعة هي البني والرمادي والأسود مع بقع سوداء أو بنية، دائرية الشكل أو بيضاوية. يمكن أن تقفز قطط السفانا ارتفاع 8 أقدام تقريباً، إنها قطة رياضيَّة مشاكسة تتمتع بالذكاء، متوسط وزنها 4.5 إلى 9 كغ.
قطط السفانا قطط اجتماعية، تحب التواجد حول الأشخاص واللعب معهم، فهي تناسب الأطفال وتتوافق معهم، وأيضاً تتمتع بالذكاء والشجاعة.

## الاحتياجات والعناية بها
لا تحتاج قطط السفانا للكثير من الاحتياجات، وإنما يقتصر ذلك على توفير نظام غذائي صحي متوازن لها، ومراعاة احتياجها للعب والمرح، فيُعَدُّ لها وقت لذلك يومياً، ومن المهم عدم تركها لوحدها مدة طويلة.
لتحديد النظام الغذائي لقطة السفانا ينبغي استشارة الطبيب البيطري لمعرفة الطعام المناسب لها، سيتغير النظام الغذائي المناسب للقطة مع تغير العمر، فينبغي الرجوع للطبيب باستمرار، والحذر من أن تُصاب القطة بالسمنة، فهي مشكلة خطيرة قد تتسبب بالعديد من الأمراض الأخرى لها. يُفضل توفير عدة ألعاب للقطة في المنزل لتمرح بها، ويُستَحسن تجديد هذه الألعاب باستمرار.
تحتاج هذه القطة أيضاً إلى تنظيف أسنانها بالفرشاة، وتقليم أظافرها بشكل دَوري، بالإضافة إلى أن الفرو يحتاج إلى التمشيط أسبوعياً.
ينبغي الاحتفاظ بهذه القطط داخل المنزل، وتجنب خروجها منه؛ وذلك لوجود العديد من الأمراض التي هي مُعرَّضة للإصابة بها أو نقلها، وأيضاً يمكن أن تقع في مشاجرة مع حيوان آخر. يُفضَّل أن لا يكون هناك حيوان أصغر منها معها في المنزل، مثل الطيور أو الأسماك؛ وذلك لوجود خطر على حياتهم من قِبَل السفانا.

## معلومات
- متوسط عمر قطط السفانا من 12 إلى 15 عام.
- إذا كنتَ تريد إحضار قطة سفانا فتأكد قبل ذلك من أنَّ هذا غير ممنوع في المنطقة التي تعيش فيها، حيث أن هناك دُولاً ومُدناً عدة تمنع حيازة هذه القطط، حيث تعتبرها غريبةً جداً، ومن هذه الدول استراليا التي لا يُسمَح فيها بامتلاك هذه القطط، وكذلك مدينة نيويورك.
- قد يتشابه قط السفانا مع قط البنغال (في الشكل). رغم أن كلاهما هجين من القطط البرية والقطط المنزلية العادية، إلّا أنهما يختلفان في الخصائص والصفات، من طرق التمييز بينهما هي النظر إلى البقع التي على فروهما (شعرهما) حيث أن بُقع قط السفانا تحتلف عن بُقع قط البنغال، بالإضافة إلى أن حجم قط السفانا أكبر من حجم قط البنغال.[4]